# Casa Segura
La Casa Segura és una obra de Maials (Segrià) inclosa a l'Inventari del Patrimoni Arquitectònic de Catalunya.

## Descripció
Habitatge entre mitgeres de planta baixa i dos pisos i golfa, que segueix el model dels grans casals del lloc. Entrada ampla que abasta l'entresòl, amb les escales al fons. Singularment hi han 10 arcades distribuïdes entre l'entresòl i el pis. Cal destacar la grandària de les dovelles de la portalada principal, l'ornamentació de la llinda del balcó central i les arcades de la façana lateral.